# Craig Edwards (cầu thủ bóng đá Anh)
Craig Edwards (sinh ngày 8 tháng 7 năm 1982) là một cựu cầu thủ bóng đá người Anh, thi đấu ở vị trí tiền vệ.

## Sự nghiệp
Edwards có màn ra mắt cho Southend United tại Football League Trophy vào ngày 5 tháng 12 năm 2000 trước Cheltenham Town. Ông có màn ra mắt ở Football League vào năm 2001 khi thay cho David Lee ở vị trí dự bị, trong thắng lợi 3–1 trước Mansfield Town trong trận đấu tại Division Three ngày 5 tháng 5 năm 2001.